# Río Paljavaam
El río Paljavaam (del ruso: Паляваам) es un río costero ruso localizado en la Siberia asiática, que desemboca en el mar de Siberia Oriental. Tiene una longitud de 416 km.
Administrativamente, el río Paljavaam y sus tributarios discurren por el distrito autónomo de Chukotka de la Federación de Rusia.

## Geografía
El río Paljavaam nace en la parte noreste de las Tierras Altas de Chukotka, en el pequeño lago Achykvygytgyn y discurre en dirección noreste durante varios cientos de kilómetros y a una veintena de kilómetros de la desembocadura, se divide en dos canales: uno, el izquierdo,  desagua en el río Chown; y el otro, el derecho, luego de fusionarse con el Chaun forma el Chaun-Palyavaam, que desagua en el mar de Siberia Oriental en la bahía de Chaunskaya. Hay un pequeño asentamiento en su cuenca llamado de forma análoga, Palyavaam.
El Paljavaam desagua en el mar entre otros dos importantes ríos costeros, el río Pegtymel, por el este, y el río Chaun, por el oeste.